# Harlekin-Baumsteiger
Der Harlekin-Baumsteiger (Oophaga histrionica, Syn.: Dendrobates histrionicus), manchmal auch Gepunkteter Pfeilgiftfrosch genannt, ist eine Art aus der Familie der Baumsteigerfrösche (Dendrobatidae).

## Merkmale
Die Frösche erreichen eine Körperlänge von 36 bis 42 Millimetern und gehören damit zu den größeren Vertretern der Familie. Ihre Haut ist glatt. Die Färbung ist variabel, besteht aber meistens aus einem bis vielen roten, orangen, gelben, weißen oder blauen Punkten, Flecken, Bändern oder Linien auf  schwarzer oder brauner Grundfarbe. Männchen sind meist gleich groß oder etwas größer als die Weibchen.

## Vorkommen
Der Harlekin-Baumsteiger kommt im Nordwesten Kolumbiens im Departamento del Chocó und in Ecuador vor. Er lebt in den Regenwäldern des Flachlandes; meistens findet man sie in Höhen von 0 bis 300 Metern Seehöhe, selten bis 1100 Meter.

## Lebensweise
Die Männchen rufen von niedrig liegenden Ästen aus, die sich maximal einen Meter über dem Grund befinden. Entweder das Weibchen oder das Männchen führt den Partner an einen geeigneten Eiablageplatz. Dieser wird nicht, wie bei den meisten anderen Arten der Gattung Oophaga, immer vom Männchen bestimmt. Auf dem Weg zu dem Ablageplatz berührt das Männchen das Weibchen häufig und sitzt auch auf seinem Rücken. Das Balzverhalten ist sehr kompliziert und umfasst eine zwei- bis dreistündige Phase, in der die Partner sich abwechselnd gegenübersitzen, sich umkreisen, berühren, oder das Weibchen ihren Körper verkrümmt. Vermutlich trägt das Weibchen die Kaulquappen zu einer Wasserstelle. Dabei handelt es sich um mit Wasser gefüllte Blattachseln, wie etwa der Bromeliengewächse, oder um Felsspalten und Ähnliches. Weibchen zerstören oder fressen gelegentlich die Nester anderer Artgenossen.

## Sonstige Weblinks
- Oophaga histrionica in der Roten Liste gefährdeter Arten der IUCN 2013.1. Eingestellt von: Wilmar Bolívar, Stefan Lötters, Taran Grant, 2004. Abgerufen am 19. November 2013.